# Francisco Gil Díaz
Francisco Gil Díaz (Ciudad de México, 2 de septiembre de 1943) es un economista mexicano, que fungió como subgobernador del Banco de México durante la primera Junta de Gobierno después de la reforma constitucional de 1993; y como secretario de Hacienda y Crédito Público de México durante el sexenio del presidente Vicente Fox entre 2000 y 2006. 
Actualmente se desempeña como presidente ejecutivo para Telefónica en México y Centroamérica. Desde septiembre de 2014 se desempeña como Presidente de Consejo de Grupo Avanzia.presidente del Consejo de Administración de Grupo Avanzia.

## Educación
Es licenciado en Economía por el Instituto Tecnológico Autónomo de México (ITAM), también tiene estudios de posgrado en la Universidad de Chicago, y se afilió al Partido Revolucionario Institucional en 1979. Durante su tiempo como universitario en el ITESM y el ITAM, fundó AIESEC en dichas universidades.

## Carrera profesional
Se ha desempeñado en distintas posiciones, tanto del sector privado, como en el ámbito financiero del gobierno de México. Identificado como miembro del grupo de tecnócratas afines al presidente Carlos Salinas de Gortari[cita requerida], durante el gobierno de este fue Subsecretario de Ingresos de la Secretaría de Hacienda, ocupando la titularidad de dicha secretaría Pedro Aspe Armella. Posteriormente fue subgobernador del Banco de México (1994-1997) y miembro del Consejo de Administración de Banamex-Accival, el último cargo que ocupó en la iniciativa privada fue el de director general de Avantel. El presidente Vicente Fox Quesada lo designó el 1 de diciembre de 2000, secretario de Hacienda, manteniéndose en el cargo hasta el final de su gobierno.
Durante su cargo en Hacienda fue acusado de corrupción, al otorgarle a un fideicomiso privado el manejo discrecional de los recursos provenientes de las aduanas del país.
También es señalado de presionar a Pemex, la petrolera del estado, y a algunas Afores del país, para otorgar contratos y préstamos multimillonarios a su hijo. Su hijo, Gonzalo Gil White, creó una empresa de nombre Oro Negro que, a pesar de contar con un capital social de sólo mil pesos, y ser de reciente creación. Recibió inversiones de Afore Sura y Banamex por 500 millones de dólares y contratos multimillonarios por parte de la petrolera para servicios de arrendamiento de plataformas petroleras. La empresa entró en problemas financieros cuando Petróleos Mexicanos (Pemex), su único cliente, redujo los pagos contratados  y Gonzalo Gil fue acusado de coordinar junto con su padre la administración fraudulenta de más de 750 millones de pesos de Oro Negro.
Posterior a su cargo en el Gobierno, Francisco Gil fue invitado a ser Consejero Independiente del banco HSBC en Gran Bretaña, al cual renunció por integrarse a la función que desempeña actualmente en Telefónica. La oferta de HSBC suscitó una polémica que llevó a la Secretaría de la Función Pública a investigar el caso, y determinó posteriormente archivarlo por falta de pruebas.